# Лівий блок (Португалія)

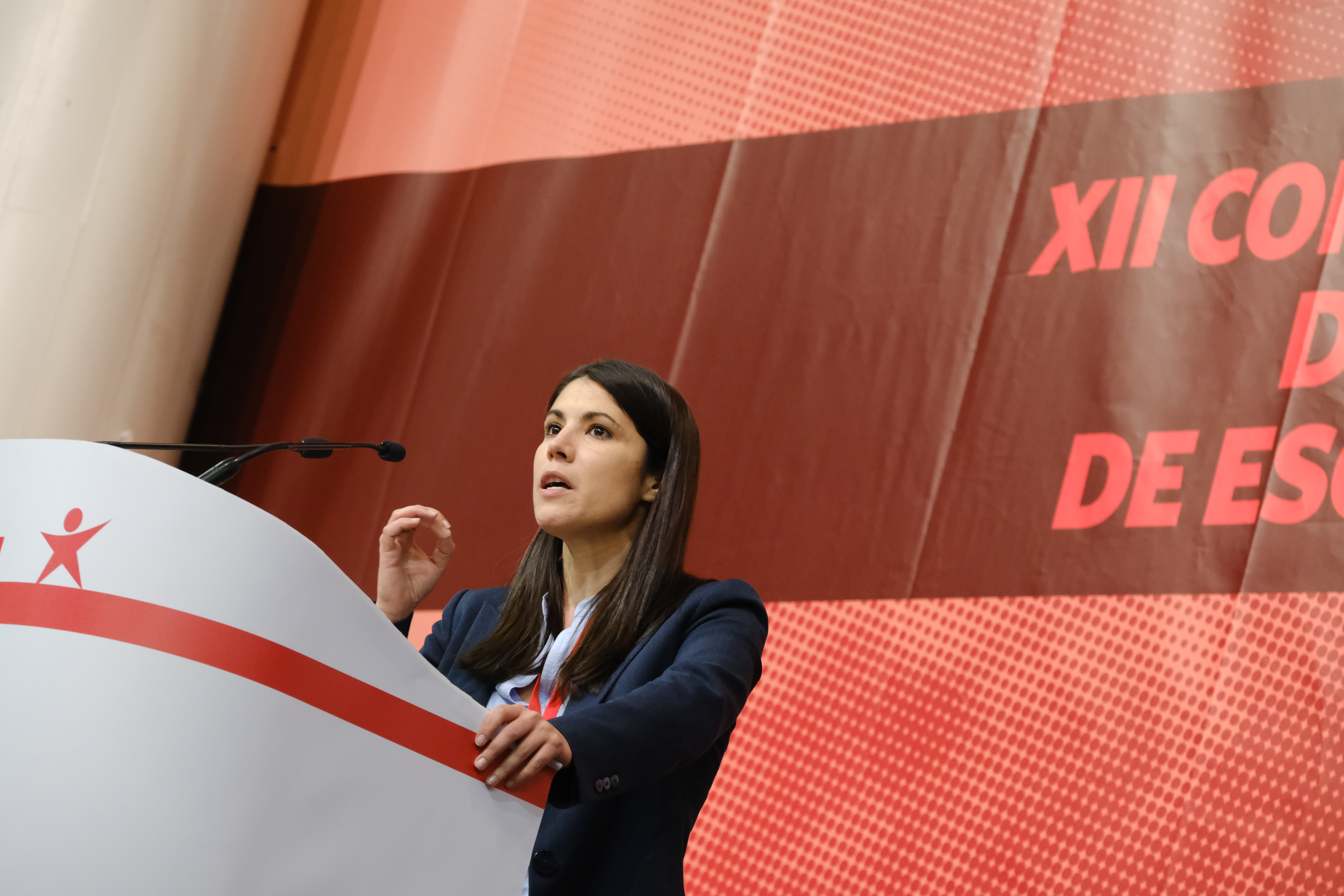
Маріана Мортаґуа, лідерка партії

Лівий блок (порт. Bloco de Esquerda, BE) — соціалістична політична партія Португалії, займає радикальну ліву позицію. 
Ключові фігури під час заснування — Фернанду Розаш, Франсішку Лоуса, Міґел Порташ, сьогодні — Маріза Матіаш, Катарина Мартінш, сестри Жуана та Маріана Мортаґуа. Групи інтересів усередині Блоку: феміністи, екосоціалісти, синдикалісти тощо. Нині очолюється Маріаною Мортаґуа.

## Історія
Блок був утворений у 1999 році злиттям трьох політичних сил: Народно-демократичного союзу (екс-маоїсти), Революційної соціалістичної партії (троцькісти, секція Воз'єднаного Четвертого інтернаціоналу) та невеликої лівої організації Політика «XXI», до яких в подальшому приєднались інші рухи та організації. З тих пір став повноцінною політичною силою, що користується підтримкою, в основному, в університетському і профспілковому середовищі. 
На перших виборах 1999 р. від партії обралось двоє депутатів. Здобувши 6,4% на законодавчих виборах у 2005 році, що на 3,7% більше ніж на попередніх виборах 2002 року, продовжила підйом до 9,8% на парламентських виборах 2009 року.
Першим депутатом до Європейського Парламенту було обрано Міґела Порташа у 2004 році (є братом Паулу Порташа — лідера Народної партії).
У 2006 році тодішній лідер Блоку Франсішку Лоуса був кандидатом на пост президента Республіки, отримавши 5,31% голосів. Маріза Матіаш представляла Блок на президентських виборах 2016 року, здобувши третє місце з 10,1% голосів.

## Результати на виборах

### Парламентські вибори
| Вибори | Лідер            | Голоси  | %          | Місця    | +/- | Уряд      |
| ------ | ---------------- | ------- | ---------- | -------- | --- | --------- |
| 1999   | Франсішку Лоуса  | 132,333 | 2.44 (#5)  | 2 / 230  | ▲2  | Опозиція  |
| 2002   | Франсішку Лоуса  | 153,877 | 2.81 (#5)  | 3 / 230  | ▲1  | Опозиція  |
| 2005   | Франсішку Лоуса  | 364,971 | 6.35 (#5)  | 8 / 230  | ▲5  | Опозиція  |
| 2009   | Франсішку Лоуса  | 557,306 | 9.82 (#4)  | 16 / 230 | ▲8  | Опозиція  |
| 2011   | Франсішку Лоуса  | 288,923 | 5.17 (#5)  | 8 / 230  | ▼8  | Опозиція  |
| 2015   | Катарина Мартінш | 550,945 | 10.19 (#3) | 19 / 230 | ▲11 | Підтримка |
| 2019   | Катарина Мартінш | 498,549 | 9.52 (#3)  | 19 / 230 | ▬0  | Опозиція  |
| 2022   | Катарина Мартінш | 244,603 | 4.42 (#5)  | 5 / 230  | ▼14 | Опозиція  |

### Президентські вибори
| Вибори | Кандидат                  | Перший тур | Перший тур | Другий тур | Другий тур |
| Вибори | Кандидат                  | Голоси     | %          | Голоси     | %          |
| ------ | ------------------------- | ---------- | ---------- | ---------- | ---------- |
| 2001   | Фернанду Розаш            | 129,840    | 3.00 (#4)  |            |            |
| 2006   | Франсішку Лоуса           | 292,198    | 5.32 (#5)  |            |            |
| 2011   | Підтримали Мануела Алеґре | 831,838    | 19.76 (#2) |            |            |
| 2016   | Маріза Матіаш             | 469 321    | 10.12 (#3) |            |            |
| 2021   | Маріза Матіаш             | 164.731    | 3.95 (#5)  |            |            |

### Вибори до Європарламенту
| Вибори | Лідер         | Голоси  | %          | Місця  | +/- |
| ------ | ------------- | ------- | ---------- | ------ | --- |
| 1999   | Міґел Порташ  | 61,920  | 1.79 (#5)  | 0 / 25 | ▬0  |
| 2004   | Міґел Порташ  | 167,313 | 4.91 (#4)  | 1 / 24 | ▲1  |
| 2009   | Міґел Порташ  | 382,667 | 10.72 (#3) | 3 / 22 | ▲2  |
| 2014   | Маріза Матіаш | 149,764 | 4.56 (#4)  | 1 / 21 | ▼2  |
| 2019   | Маріза Матіаш | 325,533 | 9.82 (#3)  | 2 / 21 | ▲1  |

## Координатори
Національні координатори Лівого блоку є важливими політичними фігурами партії. Нині ж посаду очолює Маріана Мортаґуа. 
У період з 2012 до 2014 року, посаду розділили за гендерно збалансованою схемою на двох співкоординаторів: чоловіка і жінку. З 2014, після того як Жуан Семеду пішов у відставку, посаду координатора знову очолює одна особа.
| # | Імʼя                     | Портрет                               | Округ   | Початок терміну   | Кінець терміну    | Посади під час керівництва              | Премʼєр-міністр | Премʼєр-міністр                |
| - | ------------------------ | ------------------------------------- | ------- | ----------------- | ----------------- | --------------------------------------- | --------------- | ------------------------------ |
| 1 | Франсішку Лоуса (1956–)  |                                       | Лісабон | 24 березня 1999   | 11 листопада 2012 | Депутат Асамблеї Республіки (1999–2012) |                 | Антоніу Ґутерреш (1995–2002)   |
| 1 | Франсішку Лоуса (1956–)  | Жозе Мануел Дурау Баррозу (2002–2004) | Лісабон | 24 березня 1999   | 11 листопада 2012 | Депутат Асамблеї Республіки (1999–2012) |                 |                                |
| 1 | Франсішку Лоуса (1956–)  | Педру Сантана Лопеш (2004–2005)       | Лісабон | 24 березня 1999   | 11 листопада 2012 | Депутат Асамблеї Республіки (1999–2012) |                 |                                |
| 1 | Франсішку Лоуса (1956–)  | Жозе Сократеш (2005–2011)             | Лісабон | 24 березня 1999   | 11 листопада 2012 | Депутат Асамблеї Республіки (1999–2012) |                 |                                |
| 2 | Жуан Семеду (1951–2018)  |                                       | Порту   | 11 листопада 2012 | 30 листопада 2014 | Депутат Асамблеї Республіки (2006–2015) |                 | Педру Пасуш Коелью (2011–2015) |
| 2 | Катарина Мартінш (1973–) |                                       | Порту   | 11 листопада 2012 | 28 травня 2023    | Депутатка Асамблеї Республіки (2009–)   |                 | Педру Пасуш Коелью (2011–2015) |
| 3 | Катарина Мартінш (1973–) |                                       | Порту   | 11 листопада 2012 | 28 травня 2023    | Депутатка Асамблеї Республіки (2009–)   |                 | Педру Пасуш Коелью (2011–2015) |
|   | Катарина Мартінш (1973–) | Антоніу Кошта (2015–)                 | Порту   | 11 листопада 2012 | 28 травня 2023    | Депутатка Асамблеї Республіки (2009–)   |                 |                                |
| 4 | Mаріана Мортаґуа (1986–) |                                       | Лісабон | 28 травня 2023    | чинна             | Депутатка Асамблеї Республіки (2013–)   |                 |                                |